# César Montes
Artikeln följer den spanska namnseden; faderns efternamn är Montes och moderns efternamn Castro.
César Jasib Montes Castro, född 24 februari 1997 i Hermosillo, är en mexikansk fotbollsspelare som spelar för Lokomotiv Moskva.
Han blev olympisk bronsmedaljör i fotboll vid sommarspelen 2020 i Tokyo.